# Maurice Romberg

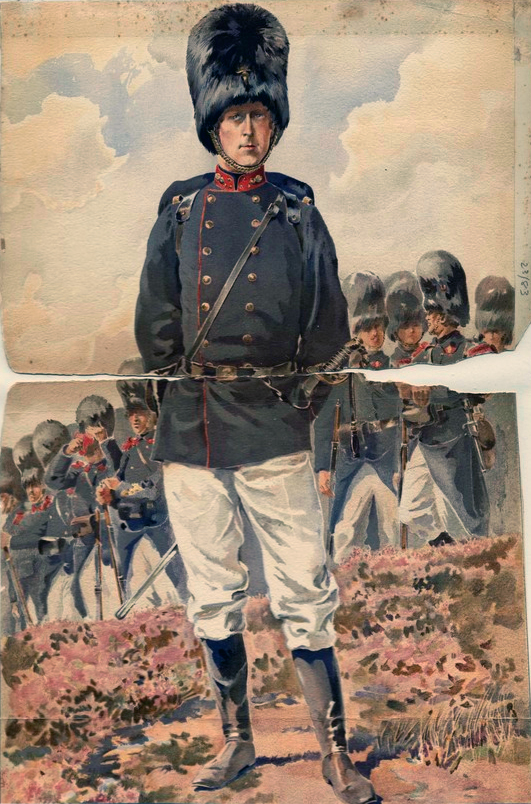
Kroonprins Albert van België in Grenadiersuniform

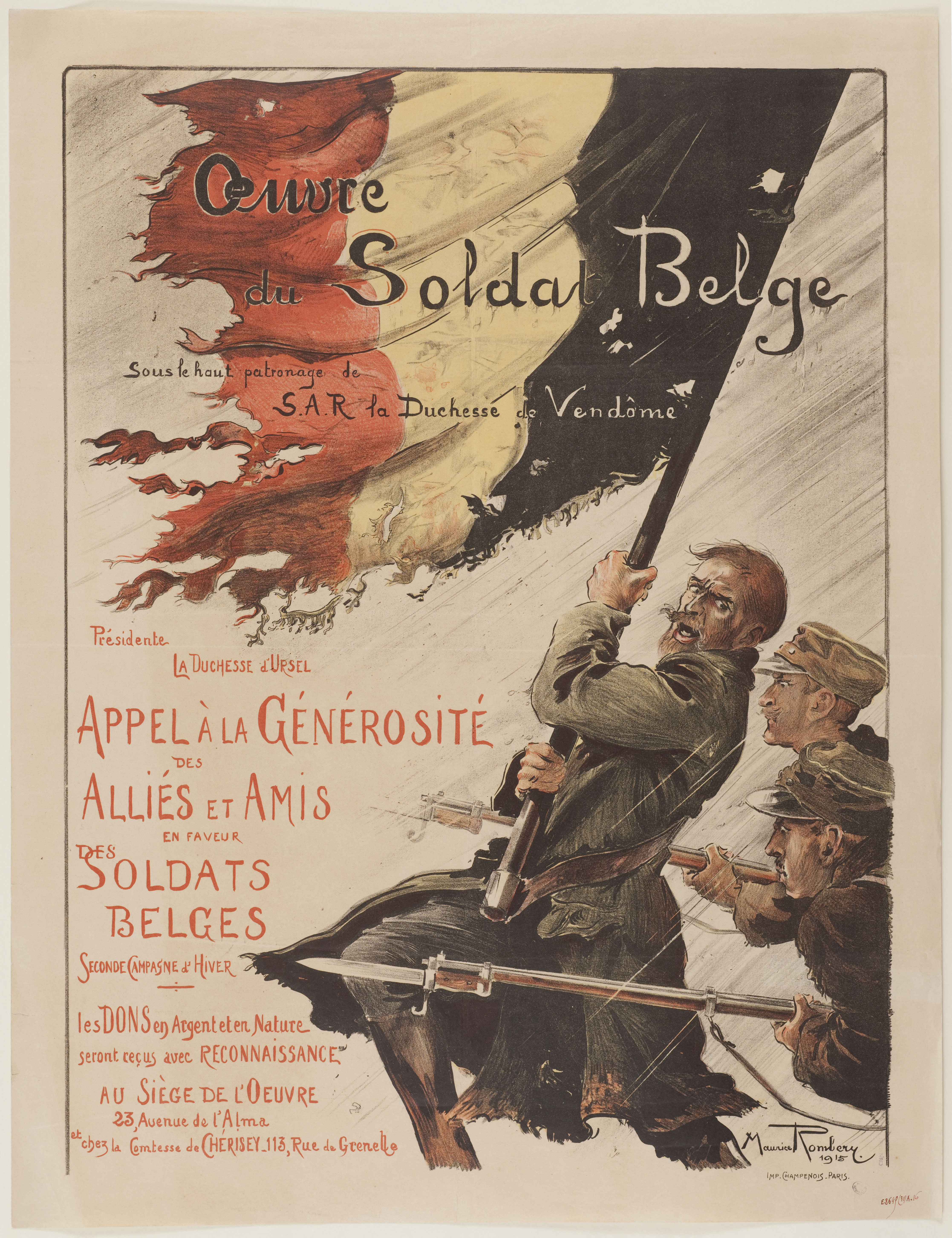
Oeuvre/ du Soldat Belge/ Sous le haut patronage de/ S.A.R. la Duchesse de Vendôme, verz. Musée Carnavalet, Parijs

Maurice Romberg de Vaucorbeil (Schaarbeek, 1862 - Neuilly-sur-Seine, 1943) was een Belgisch kunstenaar.
Hij is geboren als zoon van Adolphe Maurice Romberg (1818–1898). Romberg werd bekend als schilder en lithograaf van militaire scenes (waaronder een serie over de Belgische grenadiers), en oriëntalistische stukken uit Noord Afrika.
- Bibliothèque nationale de France: cb14963985x (data)
- International Standard Name Identifier: 0000 0000 6661 5623
- Library of Congress Control Number: nb2018026034
- RKD-Nederlands Instituut voor Kunstgeschiedenis: 89897
- Système universitaire de documentation: 255855095
- Union List of Artist Names: 500041969
- Virtual International Authority File: 32268326
- WorldCat: E39PCjKXqGpxDJ8vX63ykpX3Yq